# سهره چهچهه‌زن طوقی
سهره چهچهه‌زن طوقی (نام علمی: Poospiza hispaniolensis) نام یک گونه از سرده سهره چهچهه‌زن است.